# Hernán Andrade
Hernán Francisco Andrade Serrano (Neiva, 7 de mayo de 1960), más conocido como Hernán Andrade, es un abogado y político colombiano miembro del Partido Conservador y quien ha sido elegido por elección popular para integrar el Senado y la Cámara de Representantes de Colombia. Además fue presidente del Senado de la República de Colombia y ha sido diputado de su departamento (Huila), concejal de su ciudad natal Neiva y secretario de la Contraloría.
Actualmente es el presidente del Partido Conservador Colombiano. Con 15 votos a favor, el Directorio Nacional del Partido Conservador eligió al senador como nuevo jefe de la colectividad.
Fue elegido senador por votación popular para el periodo 2006 -2010 en representación del Partido Conservador Colombiano perteneciente a la coalición de gobierno llamada "Coalición uribista". El 20 de julio de 2008 fue nombrado presidente del Senado.
Concejal, Diputado, Representante a la Cámara y senador, una tras otra las curules, Andrade presenta una larga lista de acciones legislativas: autor, coautor y/o ponente de importantes reformas constitucionales y legales, entre ellas la creación de los Jueces de Paz, la Conciliación Prejudicial, Reelección Presidencial Inmediata, Reforma Política, Ley de Extinción de Dominio, Estatuto de protección a secuestrados y sus familias, Ley de Regalías, Ley de Garantías Electorales,Reforma Pensional y dignificación salarial de jueces y fiscales.
Igualmente, debates de control político, entre otros: contra la red de corrupción en la Caja Nacional de Previsión CAJANAL, a favor de la vigencia de la tutela; tres profundos debates a la Política Cafetera, la falta de políticas estatales frente al masivo éxodo de colombianos, defensa de los Multiusuarios de Basuras, riesgos en política de construir "transmilenios".[cita requerida]

## Estudios
Hernán Francisco Andrade Serrano estudió Derecho la Sede Principal de la Universidad Libre (Colombia) y se graduó, de la misma, con el trabajo de grado titulado La creación en las entidades descentralizadas a nivel departamental y municipal. Posteriormente, realizó su postgrado en Derecho público en la Universidad Surcolombiana y se perfeccionó como docente en dos prestigiosas Universidades de Colombia; así mismo, fue profesor de la Libre entre 1983 y 1985.

## Congresista de Colombia
En las elecciones legislativas de Colombia de 2002, Andrade Serrano fue elegido senador de la república de Colombia con un total de 50.831 votos. Posteriormente en las elecciones legislativas de Colombia de 2006 y 2010, Andrade Serrano fue reelecto senador con un total de 53.736 y 89.158 votos respectivamente.
En las elecciones legislativas de Colombia de 1998, Andrade Serrano fue elegido miembro de la Cámara de Representantes de Colombia con un total de 41.740 votos.
Cardona reemplazó al ministro saliente Nancy Patricia Gutiérrez como Presidente del Senado de la República de Colombia en 2008.
Según el expresidente conservador Andrés Pastrana, Hernán Andrade es «corrupto».

## Carrera política
A 17 años de comenzar su carrera política, renunciando a una carrera judicial (había ganado un concurso para Magistrado del Tribunal Administrativo del Huila, Andrade es reconocido como un importante líder político del sur de Colombia.[cita requerida]
Su trayectoria política se ha identificado por:

### Partidos políticos
A lo largo de su carrera ha representado los siguientes partidos:
| Partido político    | Fecha Inicio        | Fecha Fin |
| Partido Conservador | 20 de julio de 1998 |           |

### Cargos públicos
Entre los cargos públicos ocupados por Hernán Francisco Andrade Serrano, se identifican:
| Cargo público             | Partido político    | Fecha Inicio        | Fecha Fin               |
| Senador de la República   | Partido Conservador | 20 de julio de 2002 |                         |
| Representante a la Cámara | Partido Conservador | 20 de julio de 1998 | 19 de julio de 2002     |
| Diputado Asamblea Huila   |                     | 1 de enero de 1995  | 31 de diciembre de 1997 |
| Concejal Neiva, Huila     |                     | 30 de junio de 1992 | 31 de diciembre de 1994 |

### Investigaciones
En octubre de 2008 la revista Semana reveló una serie de pagarés girados al senador Andrade por parte de uno de los involucrados en el desfalco Cajanal.
Está mencionado en el escándalo que acusa a tres expresidentes de la Corte Suprema de Justicia de Colombia por pedir dinero a cambio de frenar investigaciones de algunos congresistas, el llamado Cartel de la toga.